# Gulliver nel paese di Lilliput
Gulliver nel paese di Lilliput (Gulliver's Travels) è un film del 1977 diretto da Peter Hunt.
Il soggetto è tratto dal romanzo I viaggi di Gulliver di Jonathan Swift.